# Al di là di questi anni (singolo)
Al di là di questi anni è un brano musicale cantato da Marina Rei, presentato al Festival di Sanremo 1996.
La canzone si è classificata al terzo posto nella sezione "Giovani", vincendo anche il Premio della Critica "Mia Martini".
Il brano, pubblicato come singolo, verrà poi inserito nella ristampa dell'album di debutto dell'interprete, Marina Rei.

## Tracce
1. Al di là di questi anni (Sunflower Version) (4:42)
2. Al di là di questi anni (Guitar-Appella) (4:42)
3. I sogni dell'anima (Tee'S Club Mix) (6:28) Remix - Todd Terry
4. Al di là di questi anni (Frank Soul Mix) (6:29) Remix - Frank Minoia